# Antoni Dołęga
Antoni Dołęga ps. „Kulawy Antek”, „Znicz”, „Pijak”, „Mały Franio” (ur. 1 maja 1915 w Farfaku, zm. 1982 w Popławach-Rogalach) – chorąży Wojska Polskiego, najdłużej ukrywający się żołnierz konspiracji antykomunistycznej.

## Życiorys
Urodził się w Farfaku (dziś dzielnica Łukowa). Jego rodzicami byli Jan Dołęga i Władysława z domu Cisiak. W wieku pięciu lat został sierotą. Po śmierci żony, jego ojciec ożenił się po raz drugi. Dołęga miał przyrodnie rodzeństwo, brata Kazimierza i siostrę Irenę. 
W 1938 ukończył szkołę podoficerską przy 84 pułku Strzelców Poleskich w Pińsku. Walczył w kampanii wrześniowej w stopniu kaprala. Podczas okupacji niemieckiej działał w konspiracji. 1 lutego 1941 wziął ślub ze Stanisławą Izdebską.  
We wrześniu 1944 został wcielony do 17. pułku piechoty 2. Armii Wojska Polskiego, otrzymując stopień chorążego został dowódcą plutonu kompanii fizylierów. 6 maja 1945 wraz z grupą sześciu żołnierzy zdezerterował pod Budziszynem i przedostał się do rodzinnego Łukowa. Wstąpił następnie do oddziału por. Józefa Matusza ps. „Lont”, działającego w obwodzie łukowskim WiN. 
Dołęga ujawnił się już w 1947, ale po krótkim czasie znów powrócił do konspiracji. W oddziale 1951 „Lonta” był dowódcą jednego z patroli. Po śmierci „Lonta” (w wyniku choroby) w 1951 r. objął dowództwo nad niespełna 20-osobowym oddziałem, którego ostatni członkowie ujawnili się w 1955. W konspiracji od tego momentu pozostawał już tylko sam Dołęga. Postanowił się ukrywać, korzystając z pomocy i gościny wielu okolicznych rodzin, do końca życia nie kontaktując się z własną rodziną. W późniejszym okresie w wyniku wypadku z bronią został ranny w nogę, którą ostatecznie amputowano.
W XXI wieku poszukiwania miejsca pochówku Antoniego Dołęgi rozpoczął wnuk siostry Antoniego Dołęgi – Ronald Werelich. Po wielu trudach udało mu się zdobyć zaufanie kolejnych rodzin pomagających w ukrywaniu Antoniego Dołęgi i ostatecznie dotarł do Marka Artowicza, którego ojciec był ostatnim pomagającym Dołędze i to w jego gospodarstwie na skraju wsi Antoni Dołęga zmarł i został na miejscu potajemnie pochowany.
Szczątki Antoniego Dołęgi wydobyli, pod nadzorem prokuratora, pracownicy Biura Poszukiwań i Identyfikacji IPN w połowie czerwca 2017, a w październiku 2017 ostatecznie prokuratura potwierdziła ich tożsamość.

## Ordery i odznaczenia
1 marca 2018 postanowieniem prezydenta RP Andrzeja Dudy został odznaczony pośmiertnie Krzyżem Oficerskim Orderu Odrodzenia Polski za wybitne zasługi dla niepodległości Rzeczypospolitej Polskiej.